# Károly Bajkó
Károly Bajkó, född den 1 augusti 1944 i Békés, Ungern, död 9 juni 1997 i Budapest, Ungern, var en ungersk brottare som tog OS-brons i welterviktsbrottning i grekisk-romersk stil 1968 i Mexico City och därefter OS-brons i lätt tungviktsbrottning i fristilsklassen 1972 i München. 